# Cedar Bluff (Wirginia)
Cedar Bluff – miasto w Stanach Zjednoczonych, w stanie Wirginia, w hrabstwie Tazewell.